# Ster-Kinekor
La Ster-Kinekor es una compañía de cine con sede en Sudáfrica. Su oficina central se encuentra en la Ster-Kinekor Office Park en Sandton, Johannesburgo, en Sudáfrica. La compañía se originó en 1969, cuando la 20th Century Fox decidió vender su negocio sudafricano a Sanlam, una compañía de seguros. Sanlam ya operaba los Teatros Ster y Ster Films bajo la marca Ster. La regulación gubernamental requirió que las dos compañías cinematográficas funcionaran por separado, por lo que el nombre de la empresa Kinekor nació para gestionar el negocio recién adquirido. 